# Cal·líaros
Cal·líaros (en grec antic Καλλίαρος) era una antiga ciutat de la Lòcrida que Homer menciona al "Catàleg de les naus" de la Ilíada.
No se sap el lloc exacte on estava localitzada perquè en temps d'Estrabó, que la menciona, ja no estava habitada, i el geògraf únicament diu que era en una planúria "on hi han grans cultius". Segons la mitologia grega, va rebre el nom d'un personatge anomenat Cal·líaros, fill d'Hodoèdoc i Laònome.